# Campeonato Uruguayo de Primera División Amateur 2020
El Campeonato Uruguayo de Primera División Amateur 2020 fue el 104º torneo de tercera categoría organizado por la AUF, correspondiente al año 2020.

## Sistema de disputa
La liga se conformó por 18 clubes divididos en 2 series de 9 equipos. Los cuatro equipos mejores posicionados de cada serie se clasificaron a los playoffs, en régimen de ida y vuelta. Los vencedores se determinaron a través de puntos y diferencia de goles. En caso de igualdad, en ambos ítem, se llevó adelante un tiempo suplementario y, de ser necesario, una tanda de penales. De los cotejos definitorios salieron el campeón de la temporada, con el ascenso correspondiente, junto al clasificado al repechaje (vicecampeón), que llevó adelante dos encuentros frente al club que finalizó en la penúltima posición de la tabla del descenso del Campeonato Uruguayo 2020 de la Segunda División Profesional. 

## Equipos participantes

### Relevo de plazas
| Club        | Descendido como                            |
| ----------- | ------------------------------------------ |
| Bella Vista | Último lugar en la tabla del descenso 2019 |

| Club             | Última participación en AUF |
| ---------------- | --------------------------- |
| Miramar Misiones | Segunda División 2018       |

| Club  | Ascendido como                              |
| ----- | ------------------------------------------- |
| Rocha | Campeón de la Primera División Amateur 2019 |

### Información de equipos
| Equipo             | Ciudad           | Estadio de localía       | Capacidad | Fundación               | Temporadas | Temp. Consecutivas | Títulos | Indumentaria | 2019         |
| ------------------ | ---------------- | ------------------------ | --------- | ----------------------- | ---------- | ------------------ | ------- | ------------ | ------------ |
| Alto Perú          | Montevideo       | Víctor Della Valle       | 2.500     | 1 de mayo de 1940       | 49         | 24                 | 1       | Sin marca    | 15°          |
| Artigas            | Montevideo       | Parque ANCAP             | 1.500     | 8 de marzo de 1927      | 28         | 6                  | 3       | Nass         | 14°          |
| Basáñez            | Montevideo       | José Nasazzi             | 5.002     | 1 de abril de 1920      | 31         | 10                 | 1       | Mgr Sport    | 6°           |
| Bella Vista        | Montevideo       | José Nasazzi             | 5.002     | 4 de octubre de 1920    | 6          | 1                  | 3       | Luanvi       |              |
| Canadian           | Montevideo       | Víctor Della Valle       | 2.500     | 14 de febrero de 2011   | 5          | 3                  | 1       | Mgr Sport    | 16°          |
| Colón              | Montevideo       | Olímpico Pedro Arispe    | 6.190     | 12 de marzo de 1907     | 30         | 11                 | 4       | Mgr Sport    | 12°          |
| Huracán            | Montevideo       | Parque Maracaná          | 3.364     | 1 de agosto de 1954     | 26         | 3                  | 3       | Borac        | 5°           |
| Huracán Buceo      | Montevideo       | José Nasazzi             | 5.002     | 15 de marzo de 1937     | 16         | 4                  | 1       | Starbade     | 4°           |
| La Luz             | Montevideo       | Complejo Rentistas       | 3.632     | 19 de abril de 1929     | 49         | 5                  | 3       | Matgeor      | 8°           |
| Los Halcones       | Montevideo       | Víctor Della Valle       | 2.500     | 20 de noviembre de 2013 | 6          | 6                  | 0       | TDH Sports   | 9°           |
| Mar de Fondo       | Montevideo       | Víctor Della Valle       | 2.500     | 25 de agosto de 1934    | 33         | 2                  | 4       | TDH Sports   | 13°          |
| Miramar Misiones   | Montevideo       | Luis Méndez Piana        | 4.000     | 25 de junio de 1980     | 1          | 1                  | 0       | Borac        | No participó |
| Oriental           | La Paz           | Eduardo Martínez Monegal | 6.000     | 24 de junio de 1924     | 28         | 2                  | 4       | Mgr Sport    | 11°          |
| Parque del Plata   | Parque del Plata | Estadio de Progreso      | 1.500     | 17 de mayo de 1947      | 32         | 4                  | 0       | SG Sport     | 10°          |
| Platense           | Montevideo       | Víctor Della Valle       | 2.500     | 1 de mayo de 1935       | 56         | 12                 | 4       | M Sports     | 7°           |
| Potencia           | Montevideo       | Parque ANCAP             | 1.500     | 13 de febrero de 2001   | 10         | 10                 | 0       | Mgr Sport    | 3°           |
| Salus              | Montevideo       | Parque Salus             | 2.000     | 10 de abril de 1928     | 26         | 9                  | 2       | Breus        | 17°          |
| Uruguay Montevideo | Montevideo       | Parque ANCAP             | 1.500     | 5 de enero de 1921      | 60         | 12                 | 0       | Nass         | 2°           |

Nota: Todos los datos estadísticos corresponden únicamente a los Campeonatos Uruguayos de tercera categoría organizados por la Asociación Uruguaya de Fútbol. Las fechas de fundación de los equipos son las declaradas por los propios clubes implicados.

### Distribución geográfica de los equipos
| Localidad        | Cantidad | Equipos |
| ---------------- | -------- | --- |
| Montevideo       | 16       | Alto Perú, Artigas, Basáñez, Bella Vista, Canadian, Colón, Huracán, Huracán Buceo, La Luz, Los Halcones, Mar de Fondo, Miramar Misiones, Platense, Potencia, Salus, Uruguay Montevideo |
| La Paz           | 1        | Oriental |
| Parque del Plata | 1        | Parque del Plata |

## Primera rueda

### Serie A "Centenario de C.A. Basañez"
|                                              | Pos. | Equipos            | PJ | PG | PE | PP | GF | GC | Dif. | Puntos |
| -------------------------------------------- | ---- | ------------------ | -- | -- | -- | -- | -- | -- | ---- | ------ |
|                                              | 1º   | Basáñez            | 8  | 8  | 0  | 0  | 19 | 4  | +15  | 24     |
|                                              | 2º   | Miramar Misiones   | 8  | 6  | 1  | 1  | 17 | 7  | +10  | 19     |
|                                              | 3º   | Uruguay Montevideo | 8  | 5  | 1  | 2  | 11 | 5  | +6   | 16     |
|                                              | 4º   | Potencia           | 8  | 4  | 2  | 2  | 7  | 4  | +3   | 14     |
|                                              | 5º   | Salus              | 8  | 2  | 4  | 2  | 7  | 9  | -2   | 10     |
|                                              | 6º   | Oriental           | 8  | 3  | 1  | 4  | 9  | 12 | -3   | 10     |
|                                              | 7º   | Canadian Keguay    | 8  | 1  | 2  | 5  | 5  | 12 | -7   | 5      |
|                                              | 8º   | Platense           | 8  | 0  | 2  | 6  | 6  | 11 | -5   | 2      |
|                                              | 9º   | Los Halcones       | 8  | 0  | 1  | 7  | 6  | 23 | -17  | 1      |
| Última actualización: 1 de noviembre de 2020 |      |                    |    |    |    |    |    |    |      |        |

- Salus gana los puntos vs Los Halcones en la primera fecha.
- Oriental gana los puntos vs Platense en la primera fecha.
- Basáñez gana los puntos vs Platense en la última fecha.

### Serie B "Centenario de C.A. Bella Vista"
|                                               | Pos. | Equipos          | PJ | PG | PE | PP | GF | GC | Dif. | Puntos |
| --------------------------------------------- | ---- | ---------------- | -- | -- | -- | -- | -- | -- | ---- | ------ |
|                                               | 1º   | La Luz           | 8  | 7  | 0  | 1  | 20 | 5  | +15  | 21     |
|                                               | 2º   | Bella Vista      | 8  | 5  | 2  | 1  | 12 | 5  | +7   | 17     |
|                                               | 3º   | Huracán          | 8  | 5  | 1  | 2  | 16 | 7  | +9   | 16     |
|                                               | 4º   | Colón            | 8  | 4  | 2  | 2  | 15 | 9  | +6   | 14     |
|                                               | 5º   | Parque del Plata | 8  | 3  | 2  | 3  | 8  | 10 | -2   | 11     |
|                                               | 6º   | Artigas          | 8  | 3  | 0  | 5  | 9  | 12 | -3   | 9      |
|                                               | 7º   | Huracán Buceo    | 8  | 3  | 0  | 5  | 8  | 11 | -3   | 9      |
|                                               | 8º   | Mar de Fondo     | 8  | 2  | 1  | 5  | 6  | 11 | -4   | 7      |
|                                               | 9º   | Alto Perú        | 8  | 0  | 0  | 7  | 5  | 28 | -23  | 0      |
| Última actualización: 27 de noviembre de 2020 |      |                  |    |    |    |    |    |    |      |        |

|  | Equipos Clasificados a los PlayOff. |

## Fixture
- Primer gol del torneo: Anotado por Facundo Cabrera  minuto 45 ( Basáñez vs.  Canadian Keguay) el 5 de septiembre de 2020, en el Parque Palermo.
- Marco Donato ( Basáñez) obtuvo la valla invicta por 624 minutos en el torneo.

## Resultados
| Basáñez                        | 4:0 | Canadian Keguay  | Parque Palermo    | 5 de septiembre | 10:30 |
| Huracán                        | 2:1 | Artigas          | Parque Maracaná   | 5 de septiembre | 15:30 |
| Oriental                       | 0:1 | Platense         | Parque Palermo    | 5 de septiembre | 15:30 |
| Colón                          | 2:1 | Alto Perú        | Luis Méndez Piana | 5 de septiembre | 15:30 |
| Uruguay Montevideo             | 0:1 | Miramar Misiones | Della Valle       | 5 de septiembre | 15:30 |
| Parque del Plata               | 1:3 | La Luz           | Obdulio Varela    | 6 de septiembre | 10:30 |
| Los Halcones                   | 2:2 | Salus            | Obdulio Varela    | 6 de septiembre | 10:30 |
| Bella Vista                    | 2:1 | Mar de Fondo     | Della Valle       | 6 de septiembre | 15:30 |
| Libre: Potencia (Serie A)      |     |                  |                   |                 |       |
| Libre: Huracán Buceo (Serie B) |     |                  |                   |                 |       |

| Basáñez                    | 1:0 | Potencia           | Estadio Charrúa    | 11 de septiembre | 18:15 |
| Bella Vista                | 2:1 | Huracán Buceo      | Estadio Charrúa    | 11 de septiembre | 20:30 |
| Artigas                    | 1:4 | Colón              | Parque ANCAP       | 12 de septiembre | 10:30 |
| La Luz                     | 2:1 | Huracán            | Complejo Rentistas | 12 de septiembre | 15:30 |
| Canadian Keguay            | 1:3 | Oriental           | Parque ANCAP       | 12 de septiembre | 15:30 |
| Platense                   | 1:3 | Uruguay Montevideo | José Nasazzi       | 13 de septiembre | 10:30 |
| Miramar Misiones           | 4:0 | Los Halcones       | José Nasazzi       | 13 de septiembre | 15:30 |
| Mar de Fondo               | 1:1 | Parque del Plata   | Della Valle        | 13 de septiembre | 15:30 |
| Libre: Salus (Serie A)     |     |                    |                    |                  |       |
| Libre: Alto Perú (Serie B) |     |                    |                    |                  |       |

| Basáñez                       | 1:0 | Salus            | Estadio Charrúa    | 18 de septiembre | 21:15 |
| Uruguay Montevideo            | 1:0 | Canadian Keguay  | Parque ANCAP       | 19 de septiembre | 10:30 |
| Artigas                       | 0:4 | La Luz           | José Nasazzi       | 19 de septiembre | 10:30 |
| Huracán                       | 1:2 | Mar de Fondo     | Estadio Charrúa    | 19 de septiembre | 12:15 |
| Potencia                      | 1:0 | Oriental         | Parque ANCAP       | 19 de septiembre | 15:30 |
| Miramar Misiones              | 1:0 | Platense         | Complejo Rentistas | 19 de septiembre | 15:30 |
| Huracán Buceo                 | 2:0 | Parque del Plata | José Nasazzi       | 19 de septiembre | 15:30 |
| Alto Perú                     | 1:4 | Bella Vista      | Della Valle        | 19 de septiembre | 15:30 |
| Libre: Los Halcones (Serie A) |     |                  |                    |                  |       |
| Libre: Colón (Serie B)        |     |                  |                    |                  |       |

| Canadian Keguay              | 1:2 | Miramar Misiones | Martínez Monegal   | 23 de septiembre | 10:30 |
| Uruguay Montevideo           | 1:0 | Potencia         | Parque ANCAP       | 23 de septiembre | 10:30 |
| Oriental                     | 1:1 | Salus            | Martínez Monegal   | 23 de septiembre | 15:30 |
| La Luz                       | 2:1 | Colón            | Complejo Rentistas | 23 de septiembre | 15:30 |
| Parque del Plata             | 2:1 | Alto Perú        | Parque ANCAP       | 23 de septiembre | 15:30 |
| Huracán                      | 4:1 | Huracán Buceo    | Parque Maracaná    | 24 de septiembre | 15:30 |
| Mar de Fondo                 | 0:3 | Artigas          | Estadio Charrúa    | 25 de septiembre | 19:15 |
| Platense                     | 1:1 | Los Halcones     | Estadio Charrúa    | 25 de septiembre | 21:30 |
| Libre: Basáñez (Serie A)     |     |                  |                    |                  |       |
| Libre: Bella Vista (Serie B) |     |                  |                    |                  |       |

| La Luz                            | 1:0 | Mar de Fondo       | Complejo Rentistas | 2 de octubre | 15:30 |
| Miramar Misiones                  | 1:1 | Potencia           | Estadio Charrúa    | 2 de octubre | 16:45 |
| Platense                          | 0:0 | Canadian Keguay    | Parque ANCAP       | 3 de octubre | 10:30 |
| Los Halcones                      | 0:5 | Basáñez            | Della Valle        | 3 de octubre | 10:30 |
| Colón                             | 1:1 | Bella Vista        | Estadio Charrúa    | 3 de octubre | 12:15 |
| Alto Perú                         | 0:5 | Huracán            | Parque ANCAP       | 3 de octubre | 15:30 |
| Salus                             | 1:1 | Uruguay Montevideo | Parque Salus       | 3 de octubre | 15:30 |
| Artigas                           | 1:0 | Huracán Buceo      | Della Valle        | 3 de octubre | 15:30 |
| Libre: Oriental (Serie A)         |     |                    |                    |              |       |
| Libre: Parque del Plata (Serie B) |     |                    |                    |              |       |

| Potencia                            | 1:0 | Platense         | José Nasazzi                    | 10 de octubre | 10:15 |
| Alto Perú                           | 0:3 | Artigas          | Della Valle                     | 10 de octubre | 10:30 |
| Canadian Keguay                     | 2:0 | Los Halcones     | Della Valle                     | 10 de octubre | 15:30 |
| Mar de Fondo                        | 0:2 | Colón            | José Nasazzi                    | 10 de octubre | 15:30 |
| Oriental                            | 0:2 | Basáñez          | Martínez Monegal                | 10 de octubre | 15:30 |
| Salus                               | 0:3 | Miramar Misiones | Parque Salus                    | 10 de octubre | 15:30 |
| Parque del Plata                    | 1:0 | Bella Vista      | Estadio Progreso Est. Atlántida | 10 de octubre | 15:30 |
| Huracán Buceo                       | 0:2 | La Luz           | Obdulio Varela                  | 11 de octubre | 15:30 |
| Libre: Uruguay Montevideo (Serie A) |     |                  |                                 |               |       |
| Libre: Huracán (Serie B)            |     |                  |                                 |               |       |

| Colón                             | 2:2 | Parque del Plata   | Complejo Rentistas | 16 de octubre | 15:30 |
| Basáñez                           | 1:0 | Uruguay Montevideo | José Nasazzi       | 17 de octubre | 10:15 |
| Los Halcones                      | 1:2 | Oriental           | Parque ANCAP       | 17 de octubre | 10:30 |
| La Luz                            | 6:0 | Alto Perú          | Parque ANCAP       | 17 de octubre | 15:30 |
| Bella Vista                       | 0:0 | Huracán            | José Nasazzi       | 17 de octubre | 15:30 |
| Canadian Keguay                   | 0:1 | Potencia           | Della Valle        | 17 de octubre | 15:30 |
| Platense                          | 0:2 | Salus              | Della Valle        | 18 de octubre | 10:30 |
| Mar de Fondo                      | 0:1 | Huracán Buceo      | Della Valle        | 18 de octubre | 15:30 |
| Libre: Miramar Misiones (Serie A) |     |                    |                    |               |       |
| Libre: Artigas (Serie B)          |     |                    |                    |               |       |

| Potencia                  | 3-1 | Los Halcones     | Parque Salus       | 21 de octubre | 10:30 |
| Alto Perú                 | 2-3 | Mar de Fondo     | Parque ANCAP       | 21 de octubre | 10:30 |
| Uruguay Montevideo        | 1-0 | Oriental         | José Nasazzi       | 21 de octubre | 10:30 |
| Miramar Misiones          | 1-2 | Basáñez          | Complejo Rentistas | 21 de octubre | 15:15 |
| Huracán                   | 1:0 | Parque del Plata | Parque Maracaná    | 21 de octubre | 15:30 |
| Salus                     | 1:1 | Canadian Keguay  | Parque Salus       | 21 de octubre | 15:30 |
| Huracán Buceo             | 0:2 | Colón            | José Nasazzi       | 21 de octubre | 15:30 |
| Artigas                   | 0:1 | Bella Vista      | Parque ANCAP       | 21 de octubre | 15:30 |
| Libre: Platense (Serie A) |     |                  |                    |               |       |
| Libre: La Luz (Serie B)   |     |                  |                    |               |       |

| Basáñez                          | 3:3 | Platense           | José Nasazzi                    | 24 de octubre   | 10:30 |
| Huracán Buceo                    | 3:0 | Alto Perú          | Della Valle                     | 24 de octubre   | 10:30 |
| Oriental                         | 3:4 | Miramar Misiones   | Martínez Monegal                | 24 de octubre   | 11:00 |
| Parque del Plata                 | 1:0 | Artigas            | Estadio Progreso Est. Atlántida | 31 de octubre   | 15:30 |
| Los Halcones                     | 1:4 | Uruguay Montevideo | Estadio Olímpico Pedro Arispe   | 1 de noviembre  | 15:00 |
| Potencia                         | 0:0 | Salus              | Della Valle                     | 1 de noviembre  | 15:00 |
| Colón                            | 1:2 | Huracán            | Estadio Olímpico Pedro Arispe   | 7 de noviembre  | 11:00 |
| Bella Vista                      | 2:0 | La Luz             | José Nasazzi                    | 27 de noviembre | 10:00 |
| Libre: Canadian Keguay (Serie A) |     |                    |                                 |                 |       |
| Libre: Mar de Fondo (Serie B)    |     |                    |                                 |                 |       |

- Postergada parcialmente la fecha 9 (24 de octubre) del torneo por un caso de COVID-19 en el equipo de Bella Vista.

## Play-Offs
|  | Cuartos de final               | Cuartos de final               | Cuartos de final               |   |        | Semifinales      | Semifinales      | Semifinales      |  |       | Finales                         | Finales                         | Finales                         |  |
|  | 30 de noviembre-2 de diciembre | 30 de noviembre-2 de diciembre | 30 de noviembre-2 de diciembre |   |        | 5-9 de diciembre | 5-9 de diciembre | 5-9 de diciembre |  |       | 12 de diciembre-15 de diciembre | 12 de diciembre-15 de diciembre | 12 de diciembre-15 de diciembre |  |
|  |                                |                                |                                |   |        |                  |                  |                  |  |       |                                 |                                 |                                 |  |
|  |                                |                                |                                |   |        |                  |                  |                  |  |       |                                 |                                 |                                 |  |
|  | Basáñez                        | 1                              | 0 (2)                          |   |        |                  |                  |                  |  |       |                                 |                                 |                                 |  |
|  | Basáñez                        | 1                              | 0 (2)                          |   |        |                  |                  |                  |  |       |                                 |                                 |                                 |  |
|  | Colón                          | 1                              | 0 (4)                          |   |        |                  |                  |                  |  |       |                                 |                                 |                                 |  |
|  | Colón                          | 1                              | 0 (4)                          |   | Colón  | 2                | 2                |                  |  |       |                                 |                                 |                                 |  |
|  |                                |                                |                                |   | Colón  | 2                | 2                |                  |  |       |                                 |                                 |                                 |  |
|  |                                |                                | Huracán                        | 1 | 1      |                  |                  |                  |  |       |                                 |                                 |                                 |  |
|  | Miramar Misiones               | 1                              | Huracán                        | 1 | 1      | 1                |                  |                  |  |       |                                 |                                 |                                 |  |
|  | Miramar Misiones               | 1                              |                                |   |        |                  |                  |                  |  |       |                                 |                                 |                                 |  |
|  | Huracán                        | 1                              | 2                              |   |        |                  |                  |                  |  |       |                                 |                                 |                                 |  |
|  | Huracán                        | 1                              | 2                              |   |        |                  |                  |                  |  | Colón | 1                               | 1                               |                                 |  |
|  |                                |                                |                                |   |        |                  |                  |                  |  | Colón | 1                               | 1                               |                                 |  |
|  |                                |                                | Uruguay Montevideo             | 1 | 2      |                  |                  |                  |  |       |                                 |                                 |                                 |  |
|  | La Luz                         | 0                              | Uruguay Montevideo             | 1 | 2      | 2                |                  |                  |  |       |                                 |                                 |                                 |  |
|  | La Luz                         | 0                              |                                |   |        |                  |                  |                  |  |       |                                 |                                 |                                 |  |
|  | Potencia                       | 0                              | 0                              |   |        |                  |                  |                  |  |       |                                 |                                 |                                 |  |
|  | Potencia                       | 0                              | 0                              |   | La Luz | 0                | 3 (4)            |                  |  |       |                                 |                                 |                                 |  |
|  |                                |                                |                                |   | La Luz | 0                | 3 (4)            |                  |  |       |                                 |                                 |                                 |  |
|  |                                |                                | Uruguay Montevideo             | 0 | 3 (5)  |                  |                  |                  |  |       |                                 |                                 |                                 |  |
|  | Bella Vista                    | 0                              | Uruguay Montevideo             | 0 | 3 (5)  | 0                |                  |                  |  |       |                                 |                                 |                                 |  |
|  | Bella Vista                    | 0                              |                                |   |        |                  |                  |                  |  |       |                                 |                                 |                                 |  |
|  | Uruguay Montevideo             | 2                              | 1                              |   |        |                  |                  |                  |  |       |                                 |                                 |                                 |  |
|  | Uruguay Montevideo             | 2                              | 1                              |   |        |                  |                  |                  |  |       |                                 |                                 |                                 |  |
|  |                                |                                |                                |   |        |                  |                  |                  |  |       |                                 |                                 |                                 |  |

### Cuartos de final
| 30 de noviembre de 2020, 10:00 | Colón             | 1:1 (0:1) | Basáñez           | Abraham Paladino, Montevideo |  |
|                                | Pablo Pereira 85' |           | Andrés García 24' |                              |  |

| 2 de diciembre de 2020, 16:00 | Basáñez | 0:0 (2:4 p.) | Colón | Obdulio Varela, Montevideo |  |

| 30 de noviembre de 2020, 10:00 | Uruguay Montevideo   | 2:0 (1:0) | Bella Vista | Olímpico Pedro Arispe, Montevideo |  |
|                                | Michel Sosa 40', 80' |           |             |                                   |  |

| 2 de diciembre de 2020, 16:00 | Bella Vista | 0:1 | Uruguay Montevideo    | José Nasazzi, Montevideo |  |
|                               |             |     | Facundo Rodríguez 14' |                          |  |

| 30 de noviembre de 2020, 10:00 | Potencia | 0:0 | La Luz | Obdulio Varela, Montevideo |  |

| 2 de diciembre de 2020, 16:00 | La Luz                                      | 2:0 (2:0) | Potencia | Complejo Rentistas, Montevideo |  |
|                               | Julián Gottesman 15' · Mario Larramendi 23' |           |          |                                |  |

| 30 de noviembre de 2020, 10:00 | Huracán       | 1:1 (1:0) | Miramar Misiones   | Parque Maracaná, Montevideo |  |
|                                | M. Carril 18' |           | Lucero Álvarez 94' |                             |  |

| 2 de diciembre de 2020, 16:00 | Miramar Misiones   | 1:2 (0:2) | Huracán                                 | Luis Méndez Piana, Montevideo |  |
|                               | Lucero Álvarez 83' |           | Nicolás González 5' · Matías Carril 26' |                               |  |

### Semifinales
| 5 de diciembre de 2020, 10:00 | Uruguay Montevideo | 0:0 | La Luz | Parque ANCAP, Montevideo |  |

| 9 de diciembre de 2020, 10:00 | La Luz                                         | 3:3 (1:0) (4:5 p.) | Uruguay Montevideo                                          | Complejo Rentistas, Montevideo |  |
|                               | Alejandro Siles 37' · Pedro Pereyra 110', 114' |                    | Nicolás Vigneri 85' · Michel Sosa 102' · Federico Díaz 107' |                                |  |

| 5 de diciembre de 2020, 10:00 | Colón                               | 2:1 (1:1) | Huracán           | José Nasazzi, Montevideo |  |
|                               | Paul Dzeruvs 8' · Pablo Pereira 81' |           | Gerónimo Beato 5' |                          |  |

| 9 de diciembre de 2020, 10:00 | Huracán          | 1:2 (1:0) | Colón                               | Parque Maracaná, Montevideo |  |
|                               | Diego Carril 16' |           | Diego Baldi 55' · Pablo Pereira 77' |                             |  |

### Final
| 12 de diciembre de 2020, 10:00 | Colón                   | 1:1 (0:1) | Uruguay Montevideo  | José Nasazzi, Montevideo |  |
|                                | Cristian Valenzuela 51' |           | Emanuel Machado 34' |                          |  |

| 15 de diciembre de 2020, 16:00 | Uruguay Montevideo                       | 2:1 (1:0) | Colón             | Centenario, Montevideo |  |
|                                | Michel Sosa 27' · Facundo Rodríguez 114' |           | Bruno Sarasua 74' |                        |  |

|                                                                                |
| Bandera de Uruguay                                                             |
| Campeón Uruguayo de Primera División Amateur 2020 Uruguay Montevideo 1º título |

## Goleadores
| Jugador          | Equipo             | Goles |
| ---------------- | ------------------ | ----- |
| Pablo Pereira    | Colón              | 10    |
| Julián Gottesman | La Luz             | 6     |
| Michel Sosa      | Uruguay Montevideo | 5     |
| Aníbal Hernández | La Luz             | 4     |
| Deibys Rocha     | Huracán            | 4     |

## Repechaje
|  | Colón Clasificado para Repechaje por ascenso a Campeonato Uruguayo de Segunda División 2021. |

| 19 de enero de 2020, 19:30 | Albion                                  | 3:1 (1:0) | Colón                   | Estadio Charrúa, Montevideo |  |
|                            | Facundo Godoy 38' · César Taján 76' 82' |           | Cristian Valenzuela 85' |                             |  |

| 26 de enero de 2020, 16:15 | Colón | 0:4 (0:3) | Albion                                                                     | Estadio José Nasazzi, Montevideo |  |
|                            |       |           | César Taján 3' · Nicolás Brun 16' · Pablo González 34' · Franco García 76' |                                  |  |

- Colón perdió en el resultado global con un marcador de 7:1 y no logró el ascenso.